# 伊東祐時
伊東 祐時（いとう すけとき）は、鎌倉時代前期の武将・御家人。日向伊東氏の祖。

## 生涯
幼名は犬房丸。建久4年（1193年）5月28日、曾我兄弟の仇討ちで父工藤祐経が曾我兄弟に討たれる。父を討った曾我時致は助命の動きもあったが、犬房丸が泣いて訴えた事により、時致の身柄は祐経の一族に引き渡されて処刑された。その後、幕府御家人として仕える。
承久3年（1221年）6月の承久の乱では幕府方の東海道軍に加わる。安貞元年（1227年）、御所内裏焼失の際、将軍御使として上洛した。
嘉禎元年（1235年）、従五位上検非違使左衛門尉、大和守に任じられた。
建長4年（1252年）、68歳で没。

妻は土肥遠平の娘であるが妻の母親は伊東祐親の娘とされており、所領のひとつであった愛知県の設楽地域に伊豆から伊東祐親に関係する伊東氏の一族を呼び寄せ所領を分け与えたという伝承が本郷町史編纂委員会による振草本郷の中で語られている。